# 薛礼
薛 礼（せつ れい）は、中国後漢時代末期の彭城国相。

## 生涯
| 姓名         | 薛礼       |
| 時代         | 後漢時代   |
| 生没年       | 生没年不詳 |
| 字・別号     | 〔不詳〕   |
| 出身地       | 〔不詳〕   |
| 職官         | 彭城国相   |
| 爵位・号等   | -          |
| 陣営・所属等 | 劉繇       |
| 家族・一族   | 〔不詳〕   |

興平2年（195年）までに徐州牧の陶謙の圧迫を受け、揚州刺史の劉繇を盟主として仰ぎ、秣陵城に軍を置いていた。孫策が揚州に侵出し、同僚の笮融を撃破した後に薛礼にも攻撃をかけてくると、これを突破して逃走する。その後、笮融によって殺害された。

## 三国志演義
羅貫中の小説『三国志演義』では第15回にて、劉繇配下の参謀として登場。孫策との諸戦で敗北した張英を処刑しようとする劉繇を諌めた。
その後、孫策の進軍から秣陵城を守る。脚を矢で射られた孫策が死亡したとの情報を得ると攻撃をかけるが、果たしてそれは偽りで、孫策の姿を見るや薛礼配下の軍勢はみな降伏し、薛礼自身は乱戦の中で命を落とした。